# (5840) Raybrown
(5840) Raybrown ist ein Asteroid des Hauptgürtels, der am 28. Juli 1978 am Perth-Observatorium (IAU-Code 323) in Bickley in Westaustralien entdeckt wurde.
Der Asteroid gehört zur Agnia-Familie, einer Gruppe von Asteroiden, die nach (847) Agnia benannt wurde.
Der Himmelskörper wurde am 19. Februar 2006 nach dem US-amerikanischen Jazz-Bassisten Ray Brown (1926–2002) benannt, der u. a. in der Dizzy Gillespie Big Band und später mit dem Oscar-Peterson-Trio spielte.